# Lékabi-Léwolo
 (septembre 2016).
Si vous disposez d'ouvrages ou d'articles de référence ou si vous connaissez des sites web de qualité traitant du thème abordé ici, merci de compléter l'article en donnant les références utiles à sa vérifiabilité et en les liant à la section « Notes et références ».
Lékabi-Léwolo est un département gabonais de la province du Haut-Ogooué, situé à 55 km de Franceville. Sa préfecture est Ngouoni. Les villages d'Ondili, Eyouga, Assiami, Okoumbi, Oyou, Omoye et Okangoville s'y situent.
Il est peuplé principalement des Téké et des Obamba.